# Alternaria burnsii
Alternaria burnsii är en svampart som beskrevs av Uppal, Patel & Kamat 1938. Alternaria burnsii ingår i släktet Alternaria och familjen Pleosporaceae.   Inga underarter finns listade i Catalogue of Life.